# Кров'янка

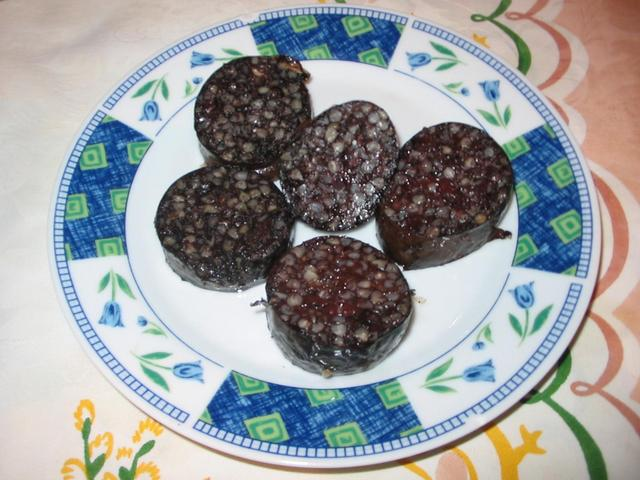
Кров'янка

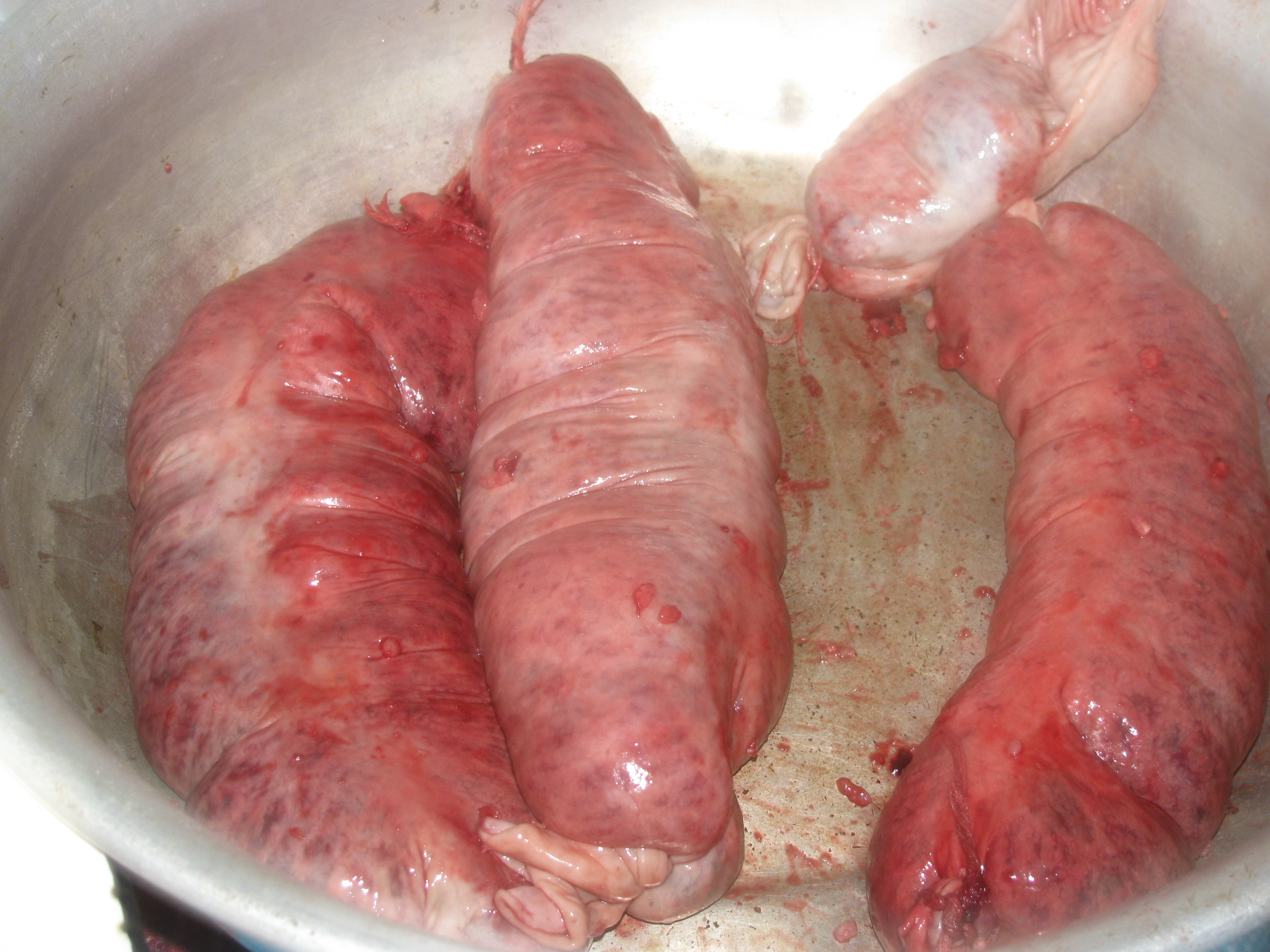
Підготовлена кров'янка для відварювання

Кров'я́нка, кров'яна ковбаса, кашанка, кишка, я́дерниця (нім. Blutwurst, пол. kaszanka) — ковбаса з свинячих кишок, спеціально підготовлених та оброблених, начинених фаршем з гречаних чи рисових круп, свинячої крові, м'яса, сала, смальцю, замоченого в молоці пшеничного хліба, цибулі та приправ. 

## Приготування

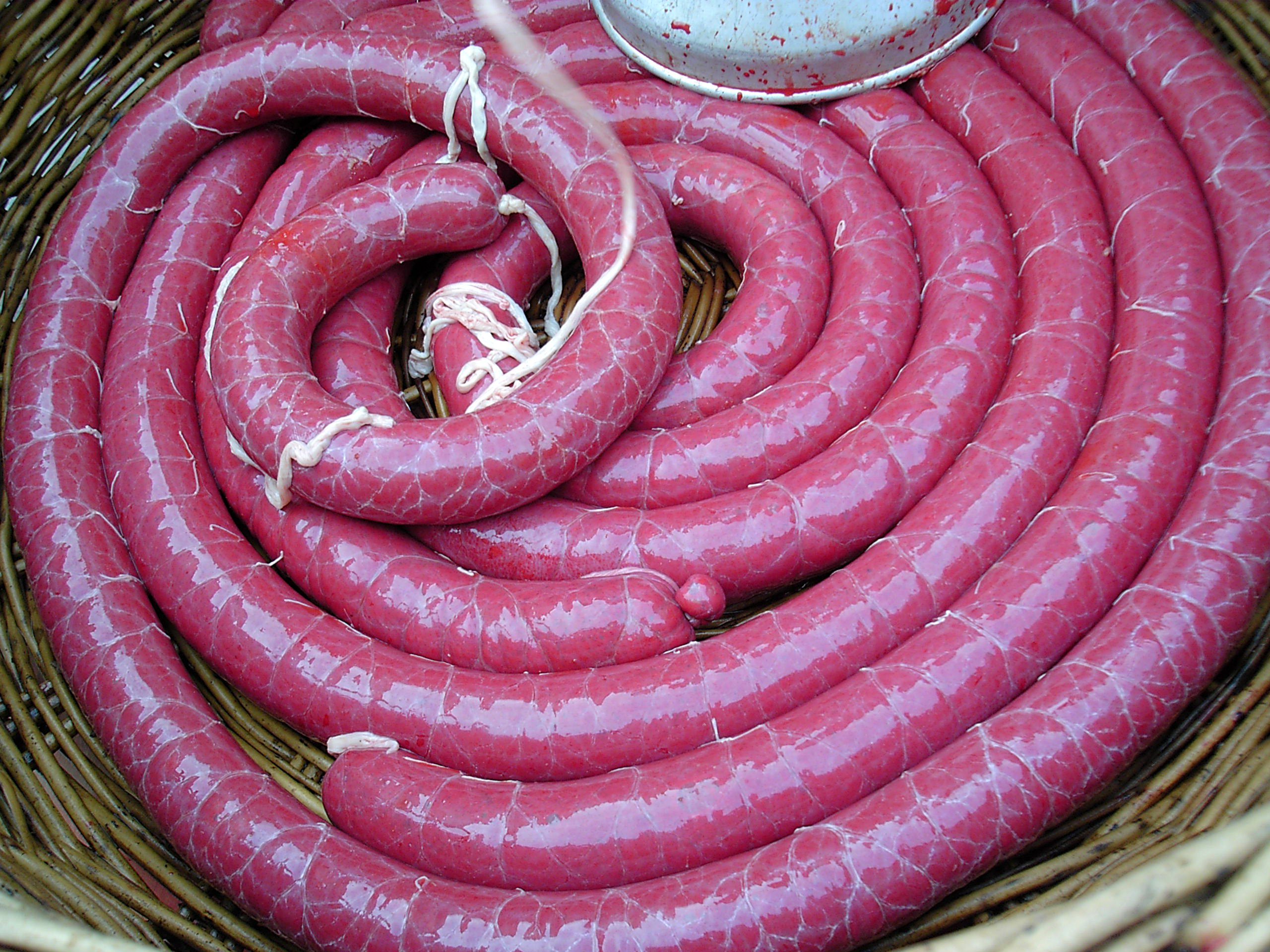
Кров'яна ковбаса перед початком копчення

Це вид ковбаси, головним інгредієнтом якої є бичача, теляча та/або свиняча кров, очищена від фібрину (згустків крові, що згорнулася). Для очищення крові, що витекла зі щойно забитої тварини, збивають віничком; очищена кров може довго зберігатися, а перед вживанням її проціджують крізь дрібне сито.
У період забою свиней товсті кишки вимивають, вимочують, очищають й начиняють сирою кров'ю, змішаною з недовареною гречаною (рисовою) кашею, або салом, цибулею, сіллю і спеціями. Кров'янку відварюють або коптять, потім обсмажують в смальці. На стіл кров'яна ковбаса може подаватися як гарячою, так і холодною.
Якщо не вистачає крові, кишки начиняють сирою дрібно січеною підчеревиною, сирою тертою картоплею із сіллю і шкварками (Полісся), пшоняною або кукурудзяною кашею із шкварками з підчеревини (Полтавщина, Чернігівщина, Поділля). У цьому вигляді страву називали просто кишками, в деяких регіонах (Сумська область) бабкою.
Кров'янка — одна з небагатьох страв, яка витримала віковий тиск релігійної заборони і виграла у досить нерівній боротьбі. Однак заборона споживання крові в Україні ігнорувалася і традиційна національна поживна й корисна страва — кров'янка дійшла до наших днів.
Аналогічна страва присутня у більшості кухонь народів світу від Азії до Південної і Північної Америки.